# Sociobiologie

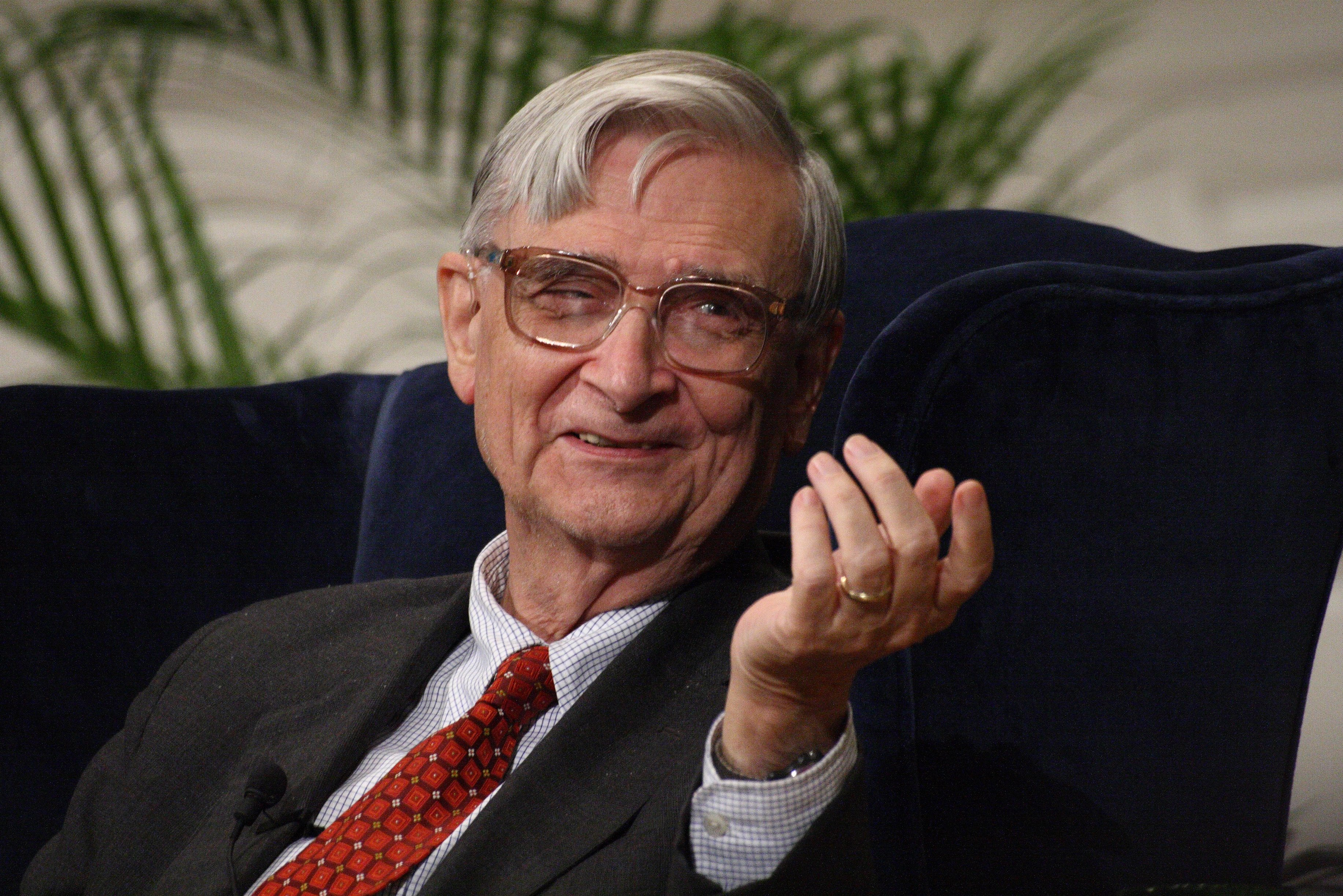
Edward Osborne Wilson en 2007, auteur de Sociobiology: The New Synthesis (1975)

La sociobiologie est une discipline étudiant les bases biologiques présumées des comportements sociaux répertoriés dans le règne animal.
L'un de ses fondateurs, Edward Osborne Wilson, lui donnait pour objectif « d'intégrer les sciences sociales dans la (…) théorie évolutionniste néo-darwinienne ».
En sa qualité de synthèse, elle fait appel à un vaste rassemblement des savoirs sur l'évolution des espèces. De la sélection naturelle à la coévolution gène-culture, en passant par l'eusocialité, l'effet Westermarck, l'altruisme réciproque, la consilience, entre autres, la sociobiologie interpelle tant les sciences de la vie que les sciences exactes, humaines et sociales.
Née aux États-Unis dans les années 1940, la sociobiologie a été développée sous plusieurs formes tout d'abord par John Paul Scott puis Stuart Altmann, avant qu'Edward Osborne Wilson n'utilise ce terme pour désigner le projet scientifique développé dans son ouvrage paru en 1975: Sociobiology: The New Synthesis (en). Ce livre, et la discipline en général, ont suscité des guerres d'idées d'une extrême intensité et s'inscrivent dans le débat inné et acquis.

## Origine du concept
En France et aux États-Unis, le néologisme « sociobiologie », en anglais « sociobiology », voit d'abord le jour sous diverses formes et graphies vers la fin du XIXe siècle.
En France, à partir des années 1890, apparaissent les termes « sociologie biologique », « bio-sociologie », « socio-biologie » et « biosociologie ». L'expression voisine « socio-biologie » est utilisée dans le titre de trois études du médecin Georges Auguste Morache, en 1902, 1904 et 1906,,. Ces notions font l'objet de querelles récurrentes : « Le procès de la Sociologie biologique est encore pendant. Tous les ans, à son sujet, le Congrès International de l'Institut de Sociologie ramène les mêmes réquisitoires et les mêmes plaidoyers ».
Aux États-Unis, deux conférences organisées dans l'immédiate après-guerre réunissent des représentants des champs de l'éthologie, de la psychologie comparée et de l'écologie pour tenter de faire connaître, partager et hybrider leurs méthodologies respectives de l'étude du comportement animal, en particulier l'observation des comportements dans un cadre naturel.
C'est le généticien et spécialiste du comportement animal John Paul Scott (en), participant à ces conférences, qui utilise le terme "sociobiology" pour désigner en 1948 le rapprochement souhaité entre les champs de la biologie (particulièrement l'écologie et la physiologie) ainsi que la sociologie. La sociobiologie de Scott se fixe pour objectif de préserver la tradition naturaliste de l'étude du comportement social animal, dans un contexte d'après-guerre où la biologie moléculaire, la biologie mathématique et la biologie expérimentale se développent et menacent la crédibilité scientifique des naturalistes.
Notamment grâce aux efforts organisationnels de John Paul Scott (en) et de l'ornithologue Nicholas E. Collias, une Section of Animal Behavior and Sociobiology est créée en 1956 au sein de la Société américaine d'écologie (ESA) et réunit 300 membres. Une Division of Animal Behavior est créée au sein de l'ESA en 1958, et ces deux groupes fusionnent en 1964 pour donner naissance à l' Animal Behavior Society. Cette société conserve l'esprit initial de la sociobiologie telle que formulée par John P. Scott : la pluralité des méthodes d'étude du comportement animal, y compris les études naturalistes, est revendiquée.
Les deux incarnations suivantes de la sociobiologie (celle de Stuart A. Altmann en 1950/1960, puis celle de Edward Osborne Wilson) reflètent ce même souci de "faire alliance" entre naturalistes et champs voisins de la biologie animale, afin d'incorporer les nouvelles méthodes formelles et quantitatives aux études qui laissent plus de champ à l'observation en milieu naturel (écologie animale et éthologie notamment).
À la parution en 1975 de l'ouvrage de Edward O. Wilson intitulé Sociobiology: The New Synthesis, le terme "sociobiologie" devient de facto synonyme du projet défendu par son auteur, et les sens plus anciens du terme ne sont plus couramment utilisés.

## Qu'est-ce que la sociobiologie?
Selon le sociobiologiste Yves Christen, « la sociobiologie étudie comment des comportements peuvent assurer aux individus qui les possèdent de meilleures chances de succès évolutif ». Laurent Dobuzinskis note à ce sujet que « l’hypothèse centrale de la sociobiologie consiste en ceci que les comportements animaux (et humains) ont une origine génétique et donc qu’ils résultent des effets de la sélection naturelle ».
D'après James D. Cadien, la sociobiologie « ne constitue pas une révolution » ; « ses principes de base remontent […] à la naissance de la biologie et du transformisme avec Lamarck et à l'élaboration du principe de sélection naturelle avec Darwin et Wallace ». Dans le même ordre d'idées, le sociobiologiste français Pierre Jaisson ajoute que la sociobiologie « n’est pas une idéologie » et « n’est pas non plus une théorie ».
Sur un autre plan, le généticien Horowitz souligne que la « science s'est développée à une rapidité telle » depuis les années 1900 que « les histoires des sciences sont souvent rédigées du vivant des chercheurs » et « certains de ce nombre sont encore actifs ». Le chef de file de la sociobiologie, Edward Osborne Wilson a justement continué à réviser et à modifier les fondements et les éléments théoriques de la sociobiologie tout au long de sa vie.

## Cadre théorique
La naissance de la sociobiologie se situe dans le prolongement de précurseurs et de théoriciens scientifiques, plus précisément de Lamarck à Hamilton, en passant par Darwin, Wallace, Spencer, Mendel, de Vries, R.A. Fisher, J.B.S Haldane, Sewall Wright, Theodosius Dobzhansky, Julian Huxley, Ernst Mayr, Bernhard Rensch, George Gaylord Simpson, George Ledyard Stebbins.
John Alcock, biologiste américain spécialiste du comportement animal d'un point de vue évolutionniste, établit une distinction entre la sociobiologie et l'écologie comportementale, deux secteurs scientifiques qui s'emboîtent : « "L'écologie comportementale" est l'étude du lien évolutif entre le comportement d'un animal et son environnement ; la sociobiologie peut être considérée comme le volet de l'écologie comportementale qui explore les effets de l'environnement sur l'évolution du comportement. ».

### Écologie comportementale
La sociobiologie apparait comme un champ inclus dans l'écologie comportementale, les deux disciplines différant par leur objet d'étude selon Frank Cézilly : alors que la sociobiologie est centrée sur l'analyse des interactions au sein des groupes ou sociétés animales, l'écologie comportementale traite de tous les comportements. Thierry Hoquet considère pour sa part la sociobiologie et l'écologie comportementale comme des termes synonymes.
Dans une optique évolutive, l'écologie comportementale est à l’interface de l’écologie et des sciences du comportement. Ses contours sont vastes, et ont tendance à s’élargir, car la démarche sous-jacente, qui consiste à penser en termes de coûts, bénéfices et adaptation s’applique à tous les organismes et à toutes les questions. Des interfaces naturelles existent en aval avec les neurosciences et la physiologie d’une part, et en amont avec l’écologie des communautés et avec l’écologie écosystémique d’autre part. Les domaines de la biologie des populations (écologie et génétique) ou des relations durables sont englobés dans cette définition de l’écologie comportementale évolutive, tout comme une partie de la biologie de la conservation et des invasions. Par conséquent les mécanismes de l’origine et du maintien de la biodiversité sont pris en compte. L’écologie comportementale et les interactions durables et leurs implications écologiques sont représentées, tout comme le modèle d’étude des insectes sociaux.

## Naissance de la sociobiologie de Wilson
Wilson commence à exposer les bases de la sociobiologie en 1971 dans son ouvrage The Insect Societies. L'auteur y révèle vouloir créer, sous le nom de « sociobiologie », une nouvelle discipline scientifique. Sachant que ce mot est déjà connu dans l'univers académique, il déclare l'avoir choisi dans le but de faciliter l'acceptation par ses pairs de sa nouvelle démarche. C'est donc sans équivoque qu'il attribue le titre de « The Prospects for a unified Sociobiology » au dernier chapitre de ce volume. Il y expose une première description de la sociobiologie, de ses enjeux et de sa fécondité attendue. Puis, en 1975, il en officialise la naissance par la publication de son nouvel ouvrage au titre explicite Sociobiology : The New Synthesis.

### Définition

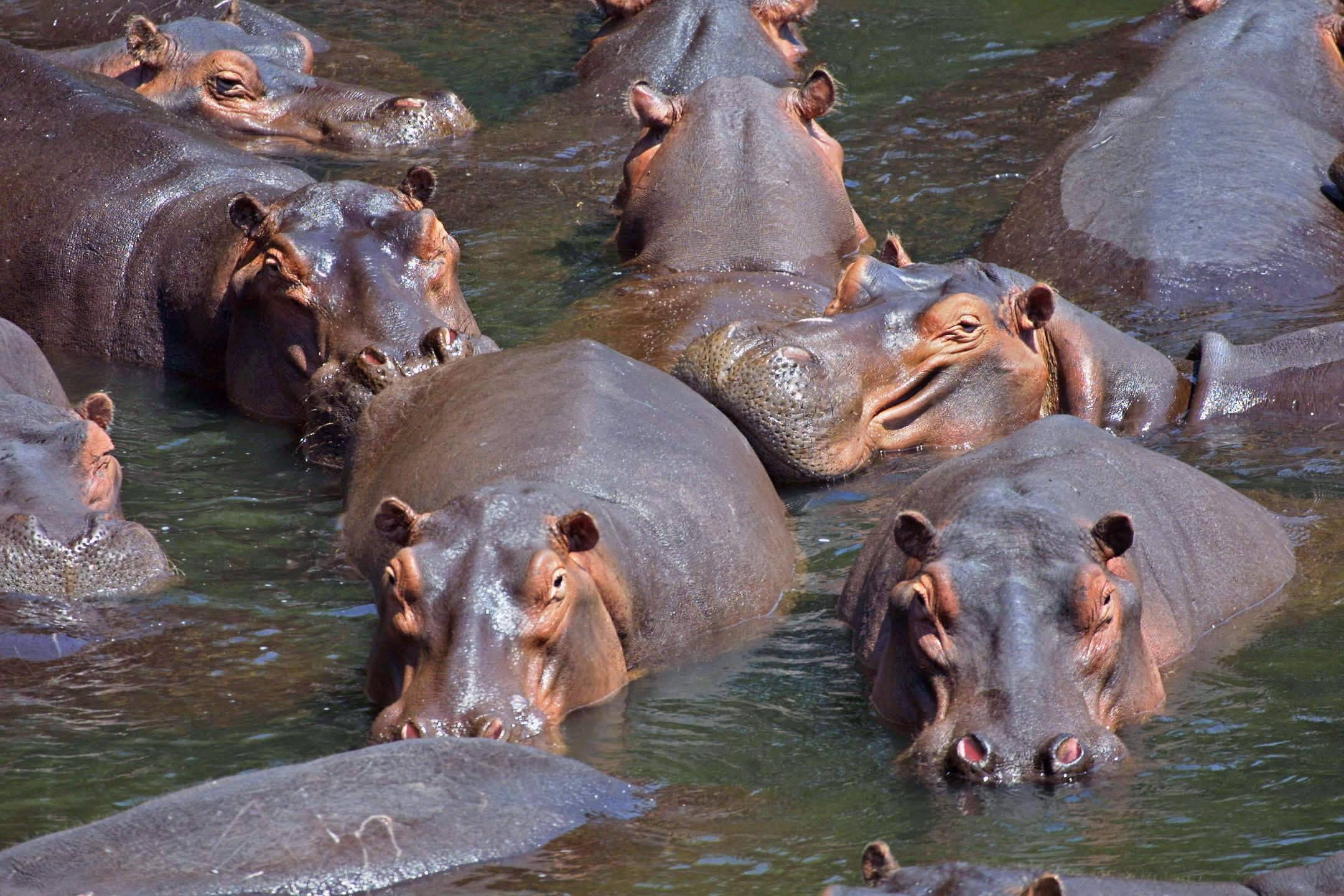
Attroupement d'hippopotames, exemple de comportement social

En 1975, Wilson présente une définition sommaire de la sociobiologie dans Sociobiologie : une nouvelle synthèse (1975) : « La sociobiologie est l'étude systématique des bases biologiques de tous les comportements sociaux ». En 1978, dans son nouvel ouvrage « On human Nature », Wilson estime indispensable d'apporter quelques précisions fondamentales au sujet de la sociobiologie. Il souligne qu'elle « est une branche importante de la biologie comportementale, laquelle devrait être reliée à la biologie des populations. »

Edward O. Wilson précise, en tant que concepteur, que la sociobiologie est « une extension de la théorie de l'évolution et de la biologie des populations appliquée aux organisations sociales. »

### Thèmes
- La contradiction entre l'existence même de l'altruisme et la sélection naturelle, soulevée dès 1871 par Darwin et Wallace, est thématisée par la sociobiologie, notamment Edward O. Wilson, qui cherche à comprendre « comment l'altruisme, lequel par définition diminue la capacité individuelle d'adaptation, peut possiblement évoluer par sélection naturelle »[29],[note 2],[note 3].

- Le concept de sélection de parentèle de Hamilton est développé par Wilson dans son ouvrage Sociobiology: The New Synthesis. La première confirmation expérimentale est réalisée et publiée en 1976 dans la revue Science par les biologistes américains Robert Trivers et Hope Hare.

- Modèles empiriques

## Critique de la sociobiologie

### Déterminisme génétique
Un des postulats de la sociobiologie fait du comportement un trait semblable à un caractère physique (la couleur des cheveux, par exemple), trait susceptible d'être sélectionné au cours de l'évolution, et transmis héréditairement. Des conduites violentes, sexistes, racistes, de domination ou de soumission seraient, selon la théorie sociobiologique, des adaptations évolutives. Elles auraient favorisé la transmission de certains ensembles de gènes. Il faudrait ainsi voir en elles le résultat de la sélection naturelle.
La sociobiologie a été critiquée parce qu'elle présente les inégalités socio-économiques comme des phénomènes héréditaires. Elle contribue ainsi à naturaliser des formes d'injustice dont l'explication serait plus vraisemblablement d'ordre politique et historique. Cette nouvelle discipline s'inscrirait dans le sillage du « vieux » darwinisme social, auquel elle aurait ajouté l'habillage moderne de la génétique.
Il a été reproché à la sociobiologie de nier ou de minorer, dans son explication des comportements humains, le rôle des facteurs socio-historiques, et de majorer celui des facteurs biologiques, en particulier génétiques,.
Les idéologies d'extrême-droite alléguant traditionnellement de prétendues « lois » biologiques pour justifier une conception hiérarchisée des groupes sociaux, la sociobologie a été de fait mobilisée au service des thèses de la droite la plus conservatrice.

### Sexisme
Les études de sociobiologie insistent sur le caractère biologiquement déterminé du viol et de la division sexuée du travail. Les philosophes féministes reprochent à ces travaux de présenter la réforme des inégalités sociales entre hommes et femmes comme vouée à l'échec. Ainsi Edward O. Wilson écrit en 1978 : « Il est avantageux pour les hommes d'être agressifs et volages. En revanche, il est plus avantageux pour les femmes d'être timides, d'observer une réserve jusqu'au moment où elles auront identifié les mâles possédant les meilleurs gènes. Les êtres humains obéissent fidèlement à ce principe biologique ». De manière assez similaire, le sociobiologiste David P. Barash (en) écrit en 1979 : « Il y a de bonnes raisons de croire que nous sommes bien moins disposés, d'un point de vue génétique, à être sexuellement égalitaires, que nous ne le sommes en apparence » ; et « les hommes utilisant leur énergie physique autrement que les femmes, il est normal biologiquement qu'ils aient plus de goût pour le commerce et les affaires, et que les femmes préfèrent rester au foyer pour garder les enfants ».
La théorie sociobiologique du viol est considérée comme une manifestation par excellence de l'idéologie sexiste et des biais androcentriques qui grèvent la sociobiologie. Les hommes violeurs auraient, selon les sociobiologistes, plus de chances de se reproduire et de transmettre leurs gènes ; le viol serait par conséquent une adaptation évolutive avantageuse. La philosophe de la biologie Elisabeth Lloyd a réfuté le primat accordé dans cette théorie à la sélection naturelle, au détriment d'autres facteurs évolutifs. L'anthropologue féministe Emily Martin a critiqué la conception sociobiologique du viol en soulignant le fait que le viol n'est pas un «trait statique», il prend des formes différentes selon les espèces animales et, chez l'être humain, selon les époques et les cultures.

### Racisme
Sans pour autant croire à l'existence de races nettement séparées les unes des autres, Edward O. Wilson se demande toutefois si les différences observables dans les comportements sociaux d'une région à l'autre sont liées à des différences « raciales », le mot « race » recouvrant pour lui les variations génétiques qui déterminent des traits comme la couleur de la peau ou la taille. Wilson déclare en effet ne pas ajouter foi à l'idée selon laquelle les comportements sociaux seraient déterminés par une histoire collective ou par un type d'éducation. L'hérédité permet, selon lui, de rendre compte des variations culturelles. Le sociologue Paul Ladrière conclut de cette position de Wilson que, si elle ne permet pas d'affirmer absolument que la sociobiologie est raciste, « il est impossible d'affirmer que la question du rapport entre racisme et sociobiologie ne se pose pas ». Selon lui, la sociobiologie peut être tenue pour en partie responsable des récupérations racistes dont elle a fait l'objet,.

## Réception de la sociobiologie par pays
Le livre de Wilson, Sociobiology : The New Synthesis, a provoqué des réactions variées, telles que, par exemple : « beaucoup d'applaudissements, certaines dénonciations politiques amères, quelques manifestations, un fatras de pop-sociobiologie dans les médias, des critiques techniques, des réponses à ces critiques et avec le temps beaucoup d'autres livres ».
Pendant les années 1960 aux États-Unis, la parution de Sociobiology est perçue comme une défense du naturalisme du comportement humain, avec une portée conservatrice. En réaction au développement de cette discipline scientifique se forme en 1975 le Sociobiology Study Group (en) ainsi que le Sociobiology Study Group of Science for the People (en). Ce dernier est formé d'universitaires dont les plus réputés sont affiliés à l'Université Harvard, où enseigne Edward O. Wilson. Ainsi, Stephen Jay Gould, Richard C. Lewontin et Marshall Sahlins dénoncent les effets socio-politiques pervers, selon eux, de la sociobiologie.

### Aux États-Unis
Aux États-Unis, la parution en 1975 de Sociobiology : A New Synthesis, provoque des réactions immédiates. À côté des critiques élogieuses, l'ouvrage provoque de vives controverses, comme le rapporte le journaliste Nicholas Wade dans son article « Sociobiology : Troubled birth for a new discipline ». Wade signale que « le livre a été sévèrement critiqué au motif qu'il véhiculerait un message politiquement réactionnaire. Ces théories ont été tenues pour être analogues à celles de l'eugénisme nazi » ; ces polémiques sont l'expression d'un « débat scientifique — que d'aucuns estiment d'importance historique — sur la question de savoir dans quelle mesure le comportement humain est biologiquement déterminé ».
Le groupe Science for the People, formé dès 1969 pour lutter contre les dangers d'une mauvaise utilisation de la science, est très critique à l'égard de la sociobiologie. Il publie la déclaration suivante :
« Nous ne nions pas l'existence de composantes génétiques dans le comportement humain. Par contre, nous nous attendons à découvrir les universaux biologiques davantage dans les comportements généralisés tels que manger, excréter, dormir, plutôt qu'au niveau des habitudes hautement spécifiques et variables tels que la guerre, l'exploitation sexuelle des femmes et le recours à l'argent comme moyen d'échange. Edward Osborne Wilson rejoint les rangs du long défilé de déterministes biologiques dont les travaux ont servi de pilier aux institutions de leur société en les exonérant de leur responsabilité en matière de problèmes sociaux. De ce que nous avons vu de l'impact social et politique de ces théories dans le passé, nous croyons fermement devoir nous élever contre eux. Nous devons prendre la Sociobiologie au sérieux, non pas parce que nous pensons qu'elle fournit une base scientifique pour l'examen du comportement humain, mais parce qu'elle montre les signes d'une nouvelle vague des théories du déterminisme biologique ».
Le sociobiologiste Wilson a considéré pour sa part que ces critiques étaient liées au contexte de l'époque : « En 1975, la guerre du Vietnam prenait fin. En même temps, la Nouvelle Gauche dans l'académie était devenue quasi dominante et très violente à plusieurs égards, notamment durant les années 1960. Ce mouvement a impliqué une minorité d'étudiants et de professeurs. Néanmoins, ils étaient si bruyants et à ce point démonstratifs qu'ils tendaient à dominer le climat d'apprentissage dans l'académie. C'était une tendance très fâcheuse. Les principaux antagonistes — Stephen Jay Gould et Richard Lewontin par exemple, et plusieurs autres organisateurs du mouvement contre la sociobiologie — avaient pour but de l'étouffer dans l’œuf. Donc, ils vociféraient de façon extrêmement soutenue, »

### En France
En France, le livre La sociobiologie, traduction de Sociobiology : The New Synthetis (1975) est publié en 1989. La sociobiologie a été marginalisée par les milieux universitaires français. Pourtant, les scientifiques francophones européens étaient parfaitement au fait de l'apparition de la sociobiologie aux États-Unis dans les ouvrages de 1971 et 1975. Cette discipline a été introduite en France pour un groupe d'extrême-droite, la Nouvelle Droite, qui y avait trouvé une justification de ses thèses inégalitaires et racistes.
Le décalage dans le temps et dans la présentation et les propriétés différentes du paysage intellectuel de l'époque modifient considérablement la nature des réactions suscitées par l'ouvrage d'Edward O. Wilson.
À la différence de Sociobiology, un autre ouvrage de Wilson publié en 1978 intitulé On Human Nature, une explication de la sociobiologie, est disponible en français dès l'année suivante sous le titre L'Humaine Nature. En 1985, le rapprochement entre la pensée d'Alfred Espinas pour la sociologie avec celle de Wilson en matière de sociobiologie fait déjà l'objet de discussions intellectuelles en Europe.

### En Allemagne
En Allemagne, selon Sebastian Linke, la couverture médiatique de la sociobiologie est « déterminée par un contexte culturel spécifique, tant à l'intérieur qu'en dehors du domaine universitaire. Contrairement à la couverture médiatique dans d'autres pays, la sociobiologie a fait l'objet d'une présentation plus intense à l'occasion de la publicité faite aux bio-sciences modernes vers l'an 2000. À cette époque, la sociobiologie a été citée comme référence dans un débat sur l'influence de la génétique sur le comportement humain (le débat sur l'inné et l'acquis) qui n'avait pas eu lieu précédemment dans ce pays, à l'inverse de la situation existant dans le monde anglophone ».

## Points de vue sur la sociobiologie
Le désordre théorique de la sociobiologie, constaté par Edward O. Wilson et David S. Wilson en 2007, inclut une désarticulation entre ses différents cadres de recherches.

### Pseudo-science?
En 1985, pour Patrick Tort, la sociobiologie est une "idéologie para-scientifique" « argumentable sur aucun des terrains scientifiques sur lesquels elle prétend s’appuyer ».
Jean-Marc Bernardini note que « Certains considérèrent que la sociobiologie trahissait le darwinisme scientifique et l'assimilèrent à un épiphénomène idéologique soit une justification scientiste du capitalisme libéral ».
En 2013, pour André Langaney :

« Partie d’une recherche naturaliste et de modèles mathématiques honorables, la sociobiologie est devenue une pseudo-science, digne du darwinisme social et de l’eugénisme, dont elle est incontestablement l’héritière idéologique. Son impact a été redoutable en psychologie où elle a donné naissance à une prétendue "psychologie évolutionniste", qui n’a rien à voir avec les théories actuelles de la génétique des populations et l’état actuel des sciences de l’évolution, mais qui prétend trouver, à tout comportement humain, un caractère adaptatif et une finalité en matière d’optimisation de la diffusion des gènes de son acteur. »

Pour Jacques G. Ruelland, la sociobiologie humaine est « une théorie pseudo-scientifique qui anima les débats entre 1975 et 1985 ».

### Points de vue d'anthropologues

#### Levi-Strauss
Dans son ouvrage Le regard éloigné, publié en 1983, Claude Lévi-Strauss développe les tenants et les aboutissants de sa position d'ethno-anthropologue.
Selon lui, l'entrée en scène des sciences biologiques dans le discours sur l'humain est un bienfait. Il juge souhaitable le fait que les débats sur l'inné et l'acquis, ainsi que sur le racisme « perdent leur caractère de dogme ». Cependant, quoique favorable à la génétique, surtout à celle des populations, Lévi-Strauss s'oppose, en 1983, aux prétentions de la sociobiologie. Il soutient dans l'article "L'ethnologue devant la condition humaine" (Le Regard éloigné) que c'est la culture qui amène à modifier les gènes (en introduisant des règles de parenté), plutôt que l'inverse.
Il écrit « je n'ai pas attendu la vogue de la sociobiologie, ni même l'apparition du terme, pour poser certains problèmes; ce qui ne m'a pas empêché huit ans plus tard (chap II du présent recueil), de donner mon sentiment sur cette prétendue science, d'en critiquer le flou, les extrapolations imprudentes et les contradictions internes »[réf. nécessaire].

#### Alain Testart
Alain Testart oppose la notion de culture, pour laquelle le chercheur adopte une perspective phylogénétique et une approche diachronique, et la notion de société pour laquelle le modèle sociobiologique ne peut se transposer et qu'il faut aborder selon une approche évolutionniste anthropologique et synchronique.

### Point de vue d'un généticien
En 1980, Richard C. Lewontin, biologiste, généticien et épistémologue, caractérise la sociobiologie comme « une forme de déterminisme biologique selon lequel l'organisation sociale humaine résulte d'une contrainte des gènes sélectionnés durant l'évolution. En particulier, elle considère la domination du mâle, la hiérarchisation sociale, l'activité économique de l'entrepreneur, la territorialité ou l'agression comme des conséquences de la génétique humaine ». Il estime en outre « démontré » que la théorie de la sociobiologie est « méticuleusement construite de manière à la rendre impossible à vérifier expérimentalement, qu'elle commet nombre d'erreurs fondamentales dans sa tentative de décrire la « nature humaine », qu'il n'existe aucune preuve de l'héritabilité des traits sociaux, et que les arguments évolutionnistes ne sont que des fictions fantaisistes sur l'adaptation ».

### Point de vue d'un philosophe des sciences
En 1984, Arthur Caplan (en) explique à quel point « la parution de l'ouvrage volumineux de E.O. Wilson […] a déclenché des trépidations interdisciplinaires dont les vibrations se répercutent encore dans des parties de l'univers académique aussi éloignées que la philosophie. Cependant, en dépit du fait que tant d'attention ait été dirigée sur la sociobiologie, de l'intérieur comme de l'extérieur de l'université par admirateurs et détracteurs, des problèmes fondamentaux rattachés au sujet demeurent remarquablement obscurs… Par exemple, la plus fondamentale des questions que l'on puisse poser porte sur sa propre description […] ; rien approchant vaguement un consensus n'a émergé chez les philosophes ni chez les autres méthodologistes en ce qui concerne le statut conceptuel qui devrait revenir à la sociobiologie. Dans leur empressement à prononcer le sujet mort-né ou à célébrer son arrivée à titre de nouveau commencement en sciences sociales, théorie politique et psychologie morale, très peu a été dit en termes de méthodologie, au sujet de sa structure conceptuelle et de son statut théorique ».
Critique de l'essence de la sociobiologie
« Toute l'ingéniosité exercée à démontrer que tous les êtres humains sont essentiellement les mêmes pourrait être mieux utilisée à expliquer pourquoi nous devons tous être essentiellement les mêmes pour être éligibles aux droits de l'homme. Pourquoi devons nous être essentiellement les mêmes pour avoir des droits ? Pourquoi les gens qui sont fondamentalement différents ne peuvent-ils avoir les mêmes droits ? Jusqu'à ce qu'on réponde à cette question, je reste suspect des allégations continuelles sur l'existence et l'importance de la nature humaine ».

### Point de vue d'une sociologue
La sociologue et historienne réputée Pr Ullica Segerstråle analyse de près l'évolution de la sociobiologie depuis son apparition durant les années 1970. En 2000, elle signale que le groupe Sociobiology Study Group of Science for the People est encore actif étant donné que ce mouvement de gauche agit avant tout au niveau politique. Aujourd'hui, cependant, la violence n'est plus au rendez-vous. Or, aux yeux de Segerstale, ce constat de paix relative nuit à la compréhension du branle-bas explosif provoqué par la sociobiologie dans les années 1970 : « Le conflit soulevé par la sociobiologie est à considérer comme une bataille interminable sur la question de savoir ce qu'est une « bonne science » quant à la responsabilité sociale des scientifiques. Elle fait appel aux grands thèmes tels que l'unité de la connaissance, la nature de l'homme, le libre arbitre et le déterminisme. Wilson est tombé de plain pied dans ce nid de guêpe, là où nichent des revendications, réclamations, contre-réclamations, des préoccupations morales, des croyances métaphysiques, convictions politiques, hommes de paille, faux-fuyants, potins et ragots, ragots, ragots »,.
En 2006, à la remarque « l'emprise de vos idées sur la sociobiologie surprendrait vos adversaires des années 1970 » , Wilson commente[pas clair] : « l'opposition est devenue pour ainsi dire silencieuse … La plupart des contestations provenaient des sciences sociales où la question était viscérale et quasiment universelle. »

## Formes vulgarisées de la sociobiologie

### Dans les médias et sur le Web
Datée de 2014, la définition suivante est aisément accessible sur un site d'éducation populaire.
« La sociobiologie est un champ d'étude scientifique basé sur l'hypothèse selon laquelle le comportement social est le résultat de l'évolution. Le comportement social est étudié et expliqué dans ce contexte. La sociobiologie analyse les comportements sociaux tels que les scénarios de reproduction, les luttes territoriales, la chasse en meute, et les sociétés d'insectes sociaux. La théorie stipule que la pression de sélection a conduit le règne animal à développer des manières avantageuses d'interagir avec l'environnement naturel et causé une évolution génétique de comportements sociaux avantageux ».

## La relève prise par la psychologie évolutionniste
La psychologie évolutionniste s'est inscrite dans le sillage de la sociobiologie passablement discréditée. Dans la conclusion de son article de 2015, le psychologue évolutionniste David Sloan Wilson (en) assure que les querelles sourcilleuses sur la valeur ou non des hypothèses sur les processus de sélection de parentèle et de sélection de groupe sont obsolètes.
« Dans cet article, écrit D.S. Wilson, j’ai présenté Richard Dawkins et E.O. Wilson comme deux experts parmi tant d'autres qui ont étudié la sélection de parentèle et la sélection de groupe s’échelonnant sur une période de plusieurs décennies. J'ai également affirmé qu'il y a une zone de consensus du plus grand nombre. Et que Dawkins et Wilson font tous deux l’erreur de ne pas reconnaitre que les prises de bec sur la sélection de parentèle contre la sélection de groupe sont terminées. »
Bien que les ouvrages Sociobiologie : une nouvelle synthèse de Edward O. Wilson et Le gène égoïste de Richard Dawkins aient bâti un important échafaudage, Segerstråle explique en 2014 que « le paradigme de recherche moderne est basé sur un processus collectif et d'influences réciproques et de leadership réparti ».